# Gornja Briga
Gornja Briga este o localitate din comuna Kočevje, Slovenia, cu o populație de 11 locuitori.